# 大前田英五郎
大前田 英五郎（おおまえだ えいごろう、寛政5年（1793年） - 明治7年（1874年）2月26日）は、江戸時代末期に活躍した侠客。栄五郎とも書く。本姓は田島。大場久八、丹波屋伝兵衛と並び「上州系三親分」とも、新門辰五郎、江戸屋虎五郎（本名・岡安寅五郎）と共に「関東の三五郎」とも呼ばれて恐れられた。昭和期に好まれ、任侠ものの映画の題材とされた。

## 経歴
寛政5年（1793年）、上野国大前田村（現・群馬県前橋市大前田町）にバクチ打ちの父・田島久五郎と母・きよの次男として誕生。祖父・新之丞までは名主も務めた家だったが、父の代に賭博を好み侠客となり、駒寄の田中代八の貸元となった。栄五郎の兄・要吉は盲目であったが久五郎が享和元年（1801年）に死去した後は大前田一家の惣領となった。
栄五郎15歳のとき、武蔵国仁手村の清五郎が父の縄張り内で賭場を開いたため、これを咎めたが、清五郎は逃亡した。賭場に残っていた穢多を清五郎の子分と誤って、栄五郎が伴っていた久五郎の義子栄次が斬り殺した。これにより栄五郎は逃亡し最初の国越えをしたものとみられる。
2度目の国越えは、久宮村（現・群馬県みどり市笠懸町久宮）の侠客であった丈八を殺害したことによるが、その詳細は史料によって異なる。子母沢寛の小説では文化4年（1807年）18歳の時道に待ち伏せして殺したとし、宝井琴凌の講談では文化7年（1810年）24歳の時月田明神（粕川町月田の近戸神社）で殺害、宝井馬琴は文化9年（1812年）22歳の時月田明神で久宮清八を斬ったとするが、年齢と年代の齟齬が生じている。みどり市に現存する清水丈八の墓には、「文化十四丁丑年七月十二日七世俗名清水丈八行年三十六歳」とあり、これに従えば栄五郎25歳の時となる。
栄五郎は東山道を西に逃亡し、美濃の合渡の政右衛門（水野弥太郎・関の小左衛門と並び美濃三人衆と呼ばれた合渡の政五郎とみられる）の厄介になる。栄五郎はここで博打の貸し金の集金を行っており、それに関連して殺人を犯している。琴凌の講談では地代官三原幸作とその妻を殺害したとなっているが、『近世上毛偉人伝』では尾張で里正（庄屋）某夫婦を殺害したとなっている。
琴凌の講談では栄五郎は信州経由で越後へ逃亡する。琴凌は出雲崎の感応寺勇左衛門の世話になったとするが、これは観音寺久左衛門（本名松宮久左衛門、柏大治『小須戸風土記』、佐藤吉太郎『出雲崎編年史』に記述のある大親分）である。
宝井馬琴は栄五郎が32歳（文政7年）の時捕らえられて入牢し、佐渡送りになったとする。このとき観音寺久左衛門と再会したらしいが、『出雲崎編年史』の「久左衛門は文政年間に捕らえられて獄死した」との記述と一致する。佐渡送りを否定する説もあるが、佐渡から水替人夫の集団逃亡があった文政8年（1825年）に脱走したと考えられる。酒井天外『剣豪秋山要助伝』では佐渡での栄五郎は囚人の待遇改善を訴えていたとする。
佐渡を脱島し故郷に帰ってきた栄五郎に、兄要吉は「水替ぐらいが勤まらなくて一人前の男と言えるか」と叱りつけたという。
文政9年（1826年）に国定忠治が栄五郎を頼ってきたので、百々村の親分紋治（本名宮崎紋次郎）のもとへ添状をつけて預けたという。
天保5年（1834年）久宮丈八一家と手打ちが成立する。この頃から脇差を木刀にかえてしまったという。
天保8年（1842年）10月、鳥居峠で田崎早雲が栄五郎を写生したことが子母澤寛の小説にある。その絵は明治初年まで大前田にあったと伝わる。
弘化の初め（1845年）頃、伊勢崎の目明し白金屋銀次郎が栄五郎を逮捕し伊勢崎藩郡奉行山岡甚太夫の牢に入れた。子分らによる釈放運動が起き、銀次郎は首を取られ、栄五郎は釈放されたとされるが、白金屋銀次郎の実在が確認できないため、栄五郎が一旦捕まった後に配下の赦免運動により釈放されたことを除いては、宝井琴凌の創作とみられる。
嘉永5年（1852年）頃より、姪が嫁いでいた大胡に定住するようになる。この時期栄五郎は遠島となった子分らに仕送り等の援助をしており、新島・三宅島等から届いた栄五郎宛の援助を求める手紙の内容が双川喜一の調査により知られている。
明治7年（1874年）2月26日、82歳で死去。墓は前橋市大前田町と同市大胡町雷電山の2ヶ所にあり、大前田町の墓所は前橋市指定史跡となっている。

## 人物・逸話
- 頭が鴨居につかえた[26]、との逸話があるほか、晩年の栄五郎を実見した人物の証言においても、「躰のでかい」と評されるように、大柄な体躯だった。
- 兄要吉同様、妻妾を持たなかったため、子供はいない。田島家は妹の子、信太郎が跡を継いだが子がなかった。関の岩崎家より弥太平を養子として田島家を継がせ、その弥太平の養子となったのが東宮伴一郎の次男、荘次郎であり、その子が清一郎である。田島荘次郎と清一郎は宮城村村長を務めた。
- 栄五郎の肖像は75歳の時のものと77歳の時のもの（10枚ほど描かせて配ったものらしい。現存するものは源英信筆、大前田の田島家蔵）が現存する。
- 三夜沢の赤城神社には兄要吉が天保12年に献納した石灯籠がある。対になる灯籠の献納者は「田島」としか彫られていないため、栄五郎による献納の可能性がある[27]。
- 子分の江戸屋虎五郎は栄五郎から「旦那方にはこっちから頭を下げろ」等の教えを受けたと語っている[28]。
- 侠客同士の争いを収めるのが上手く、「天下の和合人」と呼ばれたという[29]。
- 誇張であろうが、栄五郎は関東・東海・甲州一帯に224ヶ所の渡世場を持っていたという[29]。大前田一家の貸元は3000人、差立て貸元（旅人を行先の親分に紹介してやれる力のある貸元）は500人いたという[30]。
- 国定忠治との関係について、子分にしてくれと頼まれたが「俺は博打打ちだ。盗っ人に盃はやれねえ」と断ったという逸話[31]や、中風で不随になった忠治に捕縛される前に自決を勧める手紙を送る（『赤城録』）など、好意は持っていなかったとみられる[32]。
- 名古屋城下大火の際、子分を引き連れて天守閣を火災から守ったという逸話がある[33]が、当時の記録からは天守閣が危ないような火災は認められない[34]。
- 栄五郎が秩父に行った際、ごろつきが故意に突き当たって「俺を誰だか知らないか。俺は大前田の栄五郎だぞ」と脅してきたところ、栄五郎は唯々として厚く陳謝して去った、との逸話がある[33]。浅田は栄五郎はもっと合理的な人物であったとしてこの話を創作とみる[35]。
- 玉村で火付盗賊改方の役人の駕籠とすれ違った際、駕籠の中の役人に「武士は相身互いなり」と言って火を借りて煙草を吸った。駕籠の付添いの者がこの者が栄五郎ですと告げると役人は駕籠を急がせて避けていってしまったという[36]。
- 嘉永3年頃、栄五郎が若き日の下村善太郎（初代前橋市長）を戒めた、という逸話がある[37]。

- 亡くなった時も足の指を凍傷で失っていた以外は傷一つなかったという。足の指を失った原因を『近世上毛偉人伝』では島流しで送られた佐渡島から逃亡を試みた際とする[38]が、浅田は美濃から信越へ逃亡した際とする[39]。

## 家族
- 父　田島 久五郎　享和元年没
- 母　きよ　文政4年没
  - 兄　要吉　慶応3年没
  - 妹　なを　安政6年没
  - 妹の夫　万蔵（苗ヶ島の長岡喜兵衛の子）天保4年没
    - 甥　信太郎
    - 姪　なか
    - 姪の最初の夫　阿久沢某
    - 姪の二番目の夫　高橋 松次郎

## 題材となった作品

### 小説
- 子母澤寛「男の肚」（1944年）
- 山平重樹「侠魁 <小説>大前田英五郎」（1996年）双葉社

### 映画
- 「大前田英五郎」（1911年、M・パテー商会（日活の前身の一社））
- 「大前田英五郎」（1915年、日活） - 英五郎：尾上松之助
- 「大前田英五郎」（1923年、帝国キネマ演芸）
- 「大前田英五郎」（1926年、帝国キネマ） - 英五郎：尾上紋十郎
- 「大前田英五郎」（1927年、日活） - 英五郎：大河内傳次郎
- 「大前田英五郎」（1927年、松竹キネマ） - 英五郎：梅若礼三郎
- 「大前田英五郎」（1929年、河合映画製作社） - 英五郎：正宗新九郎
- 「大前田英五郎」（1938年、大都映画） - 英五郎：杉山昌三九
- 「任侠清水港」（1957年、東映）- 英五郎：市川右太衛門
- 「黒い三度笠」（1961年、大映）- 英五郎：長谷川一夫

### 講談
- 宝井琴凌「侠客大前田英五郎」（1896年）[40]

### 歌
- 鏡五郎「大前田英五郎/天野屋利兵衛」（2002年）

### テレビドラマ
- 清水次郎長 (1971年のテレビドラマ) 第2話「若親分誕生」（1971年）- 英五郎：天知茂
- 必殺からくり人 第5話「粗大ゴミは闇夜にどうぞ」（1976年）- 英五郎：金田竜之介
- 江戸プロフェッショナル・必殺商売人 第7話「嘘が真実かまことが嘘か」（1978年）- 英五郎：葉山良二
- 次郎長三国志 勢揃い二十八人衆喧嘩旅!（1998年）- 英五郎：高橋英樹